# Euthria adeles
Euthria adeles is een slakkensoort uit de familie van de Buccinidae. De wetenschappelijke naam van de soort is voor het eerst geldig gepubliceerd in 1906 door Dautzenberg & Fischer.